# Frontier Developments
Frontier Developments plc — британский разработчик видеоигр базирующийся в Кембриджском научном парке, Кембридж, Англия Основанная Дэвидом Брэбеном в январе 1994, компания выпустила несколько игр серии Elite, включая выпущенную в 2014 году Elite Dangerous. Вторая студия , Frontier Developments Inc., была открыта в Галифаксе, Канада. В августе 2012 года, под управлением Дэвида Уэльша, и закрыта в январе 2015. В 2013, компания была реинкорпорирована в публичную компанию с ограниченной ответственностью и вышла на фондовый рынок.

## История
Первой игрой Frontier Developments был порт Amiga CD32 1993 года для Frontier: Elite II, за которым последовала Frontier: First Encounters, как второе продолжение оригинальной игры 1984 года Elite от Acornsoft. Компания описывает оригинальную Elite как «Игру созданную Frontier» в своём бэк-каталоге во время публичной продажи акций компании в 2013 году, при этом Дэвиду Брэбену принадлежат все права на франшизу, переданные компании в 2008 году.
В период с 2005 по 2011 год Frontier разрабатывала The Outsider, приключенческую игру, действие которой разворачивается в Вашингтоне, округ Колумбия, и которая, по словам Брэбена, продвинет повествование в видеоиграх. The Outsider был отменён в январе 2011 года после того, как издатель Codemasters отказался от проекта, что привело к увольнениям персонала в количестве 30 человек.В 2014 году Брэбен высказался издательству Eurogamer, о том что The Outsider, вероятно, «Утрачен навсегда».
Frontier планировала новый сиквел Elite под рабочим названием Elite 4 с 1998 года. В конце 2012 года компания завершила успешную кампанию на Kickstarter, где было объявлено название нового сиквела: «Elite: Dangerous». Ранний доступ был открыт бейкерам с декабря 2013 года. Полная версия игры была выпущена на ПК 16 декабря 2014 года.
Frontier Developments создала множество других игр, в том числе Dog's Life, Thrillville и RollerCoaster Tycoon 3. Компания также создавала игры для франшизы «Уоллес и Громит» и выпустила «Wallace & Gromit in Project Zoo», а также связанную игру к фильму «Уоллес и Громит: Проклятие кролика-оборотня». В 2008 году Frontier выпустила LostWinds, первую игру для платформы WiiWare от Nintendo. Она получила признание критиков, набрав 81 % баллов на Metacritic. Ввиду успеха 1 части, был выпущен сиквел в 2009 году под названием LostWinds: Winter of the Melodias, который набрал 86 % на Metacritic. В 2010 году Frontier разработала Kinectimals для контроллера Kinect от Microsoft на Xbox 360. В 2011 году были разработаны Kinect Disneyland Adventures и Kinectimals: Now With Bears, а также порты LostWinds для iOS и Kinectimals для iOS и Windows Phone. В 2012 году Frontier выпустила Coaster Crazy и начала работать над Elite: Dangerous на Kickstarter, сбор на который успешно закрылся в начале 2013 года. В 2013 году Frontier выпустила эксклюзивный Zoo Tycoon для Xbox One и Xbox 360, изданный Microsoft Studios, а в декабре запустила альфа-версию для Elite: Dangerous. В 2015 году компания выпустила Screamride, игру-симулятор строительства и управления парком развлечений для Xbox 360 и Xbox One. Недавно компания выпустила Planet Coaster, видеоигру-симулятор строительства и управления, похожую на франшизу RollerCoaster Tycoon. Игра является второй крупной франшизой от Frontier наряду с серией Elite. Frontier объявили, что они начнут самостоятельно публиковать все свои будущие игры, начиная с Planet Coaster.
3 января 2017 года TMZ сообщило, что компания подала в суд на Atari, Inc. за то, что она не выплатила компании достаточно роялти за свою игру RollerCoaster Tycoon 3; Frontier сообщили, что они получили только 1,17 миллиона долларов, когда им было нужно 3,37 миллиона долларов. Дэвид Уэльш подтвердил это сообщение в интервью GameSpot, заявив, что они ранее пытались решить проблему без судебного иска с апреля 2016 года.
6 февраля 2017 года Frontier объявила, что они приобрели лицензионные права у Universal Pictures, которые будут использованы в их третьей самостоятельно опубликованной игре по «многолетней кинофраншизе с мировым именем». Позже было объявлено, что это будет Jurassic World Evolution, который вышел 12 июня 2018 года.
26 июля 2017 года компания анонсировала Frontier Expo 2017, мероприятие для прессы и сообщества, посвящённое Elite: Dangerous, Planet Coaster и Jurassic World Evolution. Мероприятие состоялось 7 октября 2017 года в Олимпийском парке имени Королевы Елизаветы, Лондон, Великобритания.
В июле 2017 года китайская инвестиционная компания Tencent купила 9 % акций компании.
10 марта 2020 года Frontier объявила, что они подписали соглашение с Formula One о разработке и выпуске нескольких игр-симуляторов управления на основе лицензии F1. В соответствии с этим соглашением Frontier выпустит четыре игры, начиная с F1 Manager 2022 в 2022 году.
10 июня 2021 года Frontier объявила, что Jurassic World Evolution 2, продолжение игры 2018 года, выйдет в конце 2021 года.
10 марта 2022 года Frontier объявили, что они отменяют всю разработку последней версии Elite Dangerous: «Odyssey», на консолях.

## Издательство
В июне 2019 года Frontier объявила, что начнёт публиковать игры от сторонних разработчиков под новым лейблом Frontier Publishing. На Gamescom 2020 Frontier объявила, что их издательский лейбл будет переименован в «Frontier Foundry» и что в 2020 году он опубликует Struggling от Chasing Rats, а в 2021 году — Lemnis Gate от Ratloop Games. Они также анонсировали предстоящий проект от Haemimont Games. 13 июня 2021 года Frontier объявила, что Lemnis Gate будет выпущена 3 августа 2021 года, а открытая бета-версия запланирована на июль 2021 года.
3 июня 2021 года во время мероприятия Games Workshop Warhammer Skulls компания Frontier объявила, что опубликует переиздание пошаговой игры 1998 года Warhammer 40,000: Chaos Gate под названием Warhammer 40,000: Chaos Gate - Daemonhunters. Переиздание будет разработано канадским разработчиком Complex Games и опубликовано под лейблом Frontier Foundry. Релиз намечен на 2022 год.
Кроме того, Frontier анонсировала продолжение FAR: Lone Sails под названием FAR: Changing Tides, разработанное Okomotive и изданное под лейблом Frontier Foundry. Игра была выпущена в марте 2022 года.
«Deliver Us Mars», действие которого происходит через десять лет после событий «Deliver Us The Moon», был анонсирован в рамках весенней выставки Future Games Show 24 марта 2022 года. В нём представлен новый главный герой, которая активирует своего робота-компаньона после катастрофы корабля на планете Марс. Deliver Us Mars планируется запустить как в магазине Epic Games Store, так и в Steam для ПК, а также на консолях Xbox Series X/S, Xbox One, PS5 и PS4.

## Игры
| Год  | Название                                       | Издатель                         | Платформа                                                                         |
| ---- | ---------------------------------------------- | -------------------------------- | --------------------------------------------------------------------------------- |
| 1995 | Frontier: First Encounters                     | GameTek                          | MS-DOS, Windows, Classic Mac OS, Linux                                            |
| 1995 | Darxide                                        | Sega Enterprises                 | Sega 32X                                                                          |
| 1998 | V2000                                          | Grolier Interactive              | Windows, PlayStation                                                              |
| 2000 | Infestation                                    | Ubisoft                          | Windows, PlayStation                                                              |
| 2003 | Darxide EMP                                    | Frontier Developments            | Pocket PC                                                                         |
| 2003 | RollerCoaster Tycoon                           | Infogrames                       | Xbox                                                                              |
| 2003 | Wallace & Gromit in Project Zoo                | BAM! Entertainment               | Windows, Xbox, PlayStation 2, GameCube                                            |
| 2003 | Dog's Life                                     | Sony Computer Entertainment      | PlayStation 2                                                                     |
| 2003 | RollerCoaster Tycoon 2: Wacky Worlds           | Infogrames                       | Windows                                                                           |
| 2003 | RollerCoaster Tycoon 2: Time Twister           | Atari, Inc.                      | Windows                                                                           |
| 2004 | RollerCoaster Tycoon 3                         | Atari, Inc. (PC), Frontier (iOS) | Windows, OS X, iOS                                                                |
| 2005 | RollerCoaster Tycoon 3: Soaked!                | Atari, Inc.                      | Windows, OS X                                                                     |
| 2005 | RollerCoaster Tycoon 3: Wild!                  | Atari, Inc.                      | Windows, OS X                                                                     |
| 2005 | Wallace & Gromit: The Curse of the Were-Rabbit | Konami                           | PlayStation 2, Xbox                                                               |
| 2006 | Thrillville                                    | LucasArts                        | PlayStation 2, Xbox, PlayStation Portable                                         |
| 2007 | Thrillville: Off the Rails                     | LucasArts                        | PlayStation 2, Xbox 360, PlayStation Portable, Nintendo DS, Wii, Windows          |
| 2008 | LostWinds                                      | Frontier Developments            | iOS, Wii, Windows                                                                 |
| 2009 | LostWinds 2: Winter of the Melodias            | Frontier Developments            | iOS, Wii, Windows                                                                 |
| 2010 | Kinectimals                                    | Microsoft Game Studios           | Xbox 360, Windows Phone, iOS, Android                                             |
| 2011 | Kinectimals: Now with Bears!                   | Microsoft Studios                | Xbox 360, Windows Phone, iOS, Android                                             |
| 2011 | Kinect: Disneyland Adventures                  | Microsoft Studios                | Xbox 360                                                                          |
| 2012 | Coaster Crazy                                  | Frontier Developments            | iOS                                                                               |
| 2013 | Zoo Tycoon                                     | Microsoft Studios                | Xbox 360, Xbox One                                                                |
| 2013 | Coaster Crazy Deluxe                           | Frontier Developments            | Wii U, iOS                                                                        |
| 2014 | Tales from Deep Space                          | Amazon Game Studios              | Fire OS, iOS                                                                      |
| 2014 | Elite: Dangerous                               | Frontier Developments            | Microsoft Windows, OS X, PlayStation 4, Xbox One                                  |
| 2015 | Screamride                                     | Microsoft Studios                | Xbox 360, Xbox One                                                                |
| 2015 | Elite Dangerous: Horizons                      | Frontier Developments            | Microsoft Windows, Xbox One, PlayStation 4                                        |
| 2016 | Elite Dangerous: Arena                         | Frontier Developments            | Microsoft Windows, Xbox One                                                       |
| 2016 | Planet Coaster                                 | Frontier Developments            | Microsoft Windows, macOS, PlayStation 4, Xbox One, PlayStation 5, Xbox Series X/S |
| 2018 | Jurassic World Evolution                       | Frontier Developments            | Windows, PlayStation 4, Xbox One, Nintendo Switch                                 |
| 2019 | Planet Zoo                                     | Frontier Developments            | Windows                                                                           |
| 2021 | Elite Dangerous: Odyssey                       | Frontier Developments            | Windows                                                                           |
| 2021 | Jurassic World Evolution 2                     | Frontier Developments            | Windows, PlayStation 4, Xbox One, PlayStation 5, Xbox Series X/S                  |
| 2022 | F1 Manager 2022                                | Frontier Developments            | Windows, PlayStation 4, Xbox One, PlayStation 5, Xbox Series X/S                  |
| 2023 | F1 Manager 2023                                | Frontier Developments            | Windows, PlayStation 4, Xbox One, PlayStation 5, Xbox Series X/S                  |
| 2023 | Warhammer Age of Sigmar: Realms of Ruin        | Frontier Developments            | Windows, консоли[уточнить]                                                        |
| 2024 | F1 Manager 2024                                | Frontier Developments            | Windows, PlayStation 4, Xbox One, PlayStation 5, Xbox Series X/S, Nintendo Switch |
| 2024 | Planet Coaster 2                               | Frontier Developments            | Windows, PlayStation 5, Xbox Series X/S                                           |